# 復仇者聯盟：末日之戰
《復仇者聯盟：末日之戰》（英語：Avengers: Doomsday）是一部2026年美國超級英雄電影，改編自漫威漫畫旗下超級英雄團隊復仇者聯盟的故事，由漫威影業製作、華特迪士尼工作室電影發行。本片是漫威電影宇宙的第39部電影作品，屬於漫威電影宇宙第六階段，由羅素兄弟執導，麥可·沃爾德倫和史蒂芬·麥費利共同編劇，克里斯·漢斯沃、凡妮莎·寇比、安東尼·麥基、賽巴斯汀·史坦、莉蒂西亞·萊特、保羅·路德、懷特·羅素、泰諾克·烏爾塔、艾邦·摩斯-貝克許、劉思慕、佛蘿倫絲·普伊、凱爾塞·格拉瑪、路易斯·普曼、丹尼·拉米瑞茲、喬瑟夫·昆恩、大衛·哈伯、溫斯頓·杜克、漢娜·約翰-卡門、湯姆·希德斯頓、派崔克·史都華、伊恩·麥克連、艾倫·康明、麗貝卡·羅梅恩、詹姆斯·馬斯登、查寧·塔圖、佩德羅·帕斯卡以及小勞勃·道尼等人聯合主演。
《復仇者聯盟：末日之戰》定於2026年12月18日在美國上映。續集《復仇者聯盟：秘密戰爭》定於2027年12月17日於美國上映。

## 劇情
在《雷霆特攻隊*》事件發生的14個月後，復仇者聯盟、瓦干達人、驚奇4超人、新復仇者聯盟和「初代」X戰警聯手對抗末日博士。

## 演員
- 克里斯·漢斯沃飾演索爾（Thor）：前阿斯嘉國王，原型為北歐神話中的同名神祇，復仇者聯盟創始成員，洛基的養兄[4]。
- 凡妮莎·寇比飾演蘇·史東／隱形女（Susan Storm / Invisible Woman）：來自828號宇宙的驚奇4超人成員，李德的妻子，強尼的姐姐，能夠使自身隱形化和產生力場屏障[5]。
- 安東尼·麥基飾演山姆·威爾森／美國隊長（Sam Wilson / Captain America）：復仇者聯盟成員，前美國空軍空降搜救組退役傘兵，使用便攜的高科技飛行翼進行空中作戰和掩護。
- 賽巴斯汀·史坦飾演巴奇·巴恩斯（Bucky Barnes）：新復仇者聯盟的領導者，曾經被犯罪組織九頭蛇洗腦訓練成為一名毫無任何感情和同情心的刺客「酷寒戰士」[4]。
- 莉蒂西亞·萊特飾演舒莉／黑豹（Shuri / Black Panther）：帝查拉的妹妹，瓦干達王國的公主，以其天才級的智商為瓦干達設計出各種由汎合金製造的高科技武器[4]。
- 保羅·路德飾演史考特·朗恩／蟻人（Scott Lang / Ant-Man）：復仇者聯盟成員，第二代蟻人，能夠藉助蟻人戰衣使身體縮小和變大並增強力量[4]。
- 懷特·羅素飾演約翰·沃克／美國特工（John Walker / U.S. Agent）：獲得軍事勳章的美國陸軍軍官，曾經被美國政府任命為新任美國隊長，現在是新復仇者聯盟的成員[4]。
- 泰諾克·烏爾塔飾演納摩（Namor）：海底古老文明塔洛坎的統治者，被人民稱為羽蛇神「庫庫爾坎」[4]。
- 艾邦·摩斯-貝克許飾演班·格林姆／石頭人（Ben Grimm / The Thing）：來自828號宇宙的驚奇4超人成員，全身被橙色的岩石包裹著的前太空人[5]。
- 劉思慕飾演徐尚氣：功夫大師，文武的兒子。自幼接受十環幫（英语：Ten Rings）的嚴格培訓，被文武訓練成為項尖殺手，精通各種武術招式。長大後離開十環幫[4]。
- 佛蘿倫絲·普伊飾演葉蓮娜·貝洛娃（Yelena Belova）：新復仇者聯盟的成員。娜塔莎·羅曼諾夫的義妹，兩人均曾在蘇聯紅室（英语：Red Room (comics)）的訓練基地受訓，成為間諜特務[4]。
- 凱爾塞·格拉瑪飾演漢克·麥考伊／野獸（Hank McCoy / Beast）：來自另一個宇宙的變種人，X戰警成員，擁有野獸般的身體特徵，包括藍色的毛髮、尖耳朵、鋒利的尖爪和牙齒。格拉瑪此前曾在二十世紀福斯製作和發行的《X戰警系列電影》中出演10005號宇宙以及2023年電影《Marvel隊長2》中出演另一個宇宙的相應角色[4]。
- 路易斯·普曼飾演羅伯特·「鮑伯」·雷諾茲／哨兵（Robert "Bob" Reynolds / Sentry）：患有失憶症的超能戰士，「哨兵計劃」的倖存者，能力被認為比所有復仇者加起來還強。目前與新復仇者聯盟待在一起[4]。
- 丹尼·拉米瑞茲飾演瓦昆·托雷斯／獵鷹（Joaquin Torres / Falcon）：美國空軍上尉，繼承了飛隼的衣缽，並使用類似的飛行翼裝備[4]。
- 喬瑟夫·昆恩飾演強尼·史東／霹靂火（Johnny Storm / Human Torch）：來自828號宇宙的驚奇4超人成員，蘇的弟弟，擁有釋放火焰和飛行的能力[5]。
- 大衛·哈伯飾演亞歷山·肖斯塔科夫／紅色守衛者（Alexei Shostakov / Red Guardian）：新復仇者聯盟的成員，類似於美國隊長的蘇聯超級士兵。曾與娜塔莎、葉蓮娜組成偽裝家庭潛伏在美國，完成任務返國後被囚禁在西伯利亞，直到娜塔莎為了尋找德雷科夫才將其救出[4]。
- 溫斯頓·杜克飾演恩巴庫（M'Baku）：瓦干達的化外之地賈巴里部落的領袖[4]。
- 漢娜·約翰-卡門飾演艾娃·史塔爾／幽靈（Ava Starr / Ghost）：新復仇者聯盟的成員。身體因一場實驗事故出現量子變化狀態[4]。
- 湯姆·希德斯頓飾演洛基（Loki）：來自阿斯嘉的故事之神，索爾的養弟，原型為北歐神話中的同名邪神[4]。
- 派崔克·史都華飾演查爾斯·賽維爾／X教授（Charles Xavier / Professor X）：擁有心靈感應能力的變種人，X戰警的創始人。史都華此前在二十世紀福斯製作和發行的《X戰警系列電影》中出演10005號宇宙以及2022年電影《奇異博士2：失控多重宇宙》中出演838號宇宙的相應角色[4]。
- 伊恩·麥克連飾演艾瑞克·藍歇爾／萬磁王（Erik Lehnsherr / Magneto）：擁有控制金屬及磁場的強大變種人。麥克連此前曾在二十世紀福斯製作和發行的《X戰警系列電影》中出演10005號宇宙中的相應角色[4]。
- 艾倫·康明飾演寇特·華格納／藍魔鬼（Kurt Wagner / Nightcrawler）：擁有瞬間移動能力的藍皮膚、惡魔般外表的變種人。康明連此前曾在二十世紀福斯製作和發行的《X戰警系列電影》中出演10005號宇宙中的相應角色[4]。
- 麗貝卡·羅梅恩飾演瑞雯·達克霍／魔形女（Raven Darkhölme / Mystique）：能任意變形和聲音的藍皮膚變種人。羅梅恩此前曾在二十世紀福斯製作和發行的《X戰警系列電影》中出演10005號宇宙中的相應角色[4]。
- 詹姆斯·馬斯登飾演史考特·桑瑪斯／獨眼龍（Scott Summers / Cyclops）：X戰警的領袖，能從雙眼發射具破壞性的能量光束。馬斯登此前曾在二十世紀福斯製作和發行的《X戰警系列電影》中出演10005號宇宙中的相應角色[4]。
- 查寧·塔圖飾演雷米·勒博／金牌手（Remy LeBeau / Gambit）：能夠將動能注入他物使其具有強大破壞力的變種人[4]。
- 佩德羅·帕斯卡飾演李德·理查斯／驚奇先生（Reed Richards / Mr. Fantastic）：來自828號宇宙的驚奇4超人領袖，高智商科學家，能夠將身體的任何部位伸展成不同型態和長度[5]。
- 小勞勃·道尼飾演維克多·馮·杜姆／末日博士（Victor Von Doom / Doctor Doom）：道尼此前在漫威電影宇宙出演東尼·史塔克／鋼鐵人[6]，並曾試鏡由二十世紀福斯製作和發行的《驚奇4超人系列電影》中的末日博士[7]。

此外，部份漫威電影宇宙演員將回歸飾演各自的角色，包括班奈狄克·康柏拜區飾演「奇異博士」史蒂芬·史傳奇。

## 製作
2018年4月，《復仇者聯盟：無限之戰》與《復仇者聯盟：終局之戰》的導演羅素兄弟（喬·羅素與安東尼·羅素）在談及迪士尼收購21世紀福斯（死侍、X戰警和驚奇4超人的電影版權歸還漫威影業）時表示，引入那些角色至漫威電影宇宙進行像《秘密戰爭》的故事劇情將會很有趣。《秘密戰爭》是漫威漫畫跨界作品，1984年至1985年版本由吉姆·舒特創作；2015年至2016年版本由喬納森·希克曼創作，兩部作品均講述了不同的漫威角色在全新星球「戰鬥世界」上進行戰鬥。2019年4月，《無限之戰》和《終局之戰》的編劇克里斯多佛·馬庫斯和史蒂芬·麥費利表示，如果羅素兄弟回歸執導《秘密戰爭》電影，他們也將回歸編寫劇本。2022年7月，在2022年聖地亞哥國際漫畫展上，費吉透露了兩部新的《復仇者聯盟》電影，分別是《復仇者聯盟：康之王朝》（Avengers: The Kang Dynasty）以及《復仇者聯盟：秘密戰爭》（Avengers: Secret Wars），預計上映日期分別為2025年5月2日和2025年11月7日，兩片將會結束漫威電影宇宙的第六階段以及為「多元宇宙傳奇」作出總結。《康之王朝》的靈感來自2001年至2002年由寇特·布賽克創作的同名漫畫，講述了征服者康穿越時空奴役人類的故事。喬納森·梅傑斯於第四階段的多部影視作品中飾演征服者康，並確認將於兩部新的《復仇者聯盟》電影擔任主演。《康之王朝》由德斯汀·丹尼爾·克雷頓執導，傑夫·洛夫尼斯編寫劇本，而《秘密戰爭》由麥可·沃爾德倫編寫劇本。
2023年3月，梅傑斯因襲擊前女友而被逮捕，當時漫威影業和迪士尼尚未為重新選角進行任何討論。5月，洛夫尼斯不再參與《康之王朝》的劇本創作。據報導，理由是洛夫尼斯與康的故事情節有莫大的關係，而漫威正在「遠離」這些故事劇情。6月，《康之王朝》和《秘密戰爭》的上映日期分別延期到2026年5月1日和2027年5月7日，部分原因是劇本尚未準備好。11月，克雷頓辭去了《康之王朝》導演職務，沃爾德倫獲聘重寫《康之王朝》的劇本。12月，梅傑斯因騷擾罪和襲擊罪兩項罪名成立，被迪士尼和漫威影業解僱，片名亦從《復仇者聯盟：康之王朝》暫時改回《復仇者聯盟5》。2024年2月，據報導《復仇者聯盟5》和《秘密戰爭》的劇本都將重寫，以盡量減少康的重要性或完全刪減該角色。
2024年3月，曾執導2024年電影《死侍與金鋼狼》的薛恩·李維為漫威頭號導演人選，但由於李維忙於參與《怪奇物語》第五季以及《星際大戰》電影的製作，可能存在日程衝突問題。2024年5月，漫威影業與小勞勃·道尼聯繫，希望他以「末日博士」維克多·馮·杜姆身份回歸漫威電影宇宙。此前，道尼曾於「無限傳奇」中飾演「鋼鐵人」東尼·史塔克。道尼表示只有羅素兄弟回歸執導，他才願意回歸出演。羅素兄弟在麥費利向他們提出了令人興奮的故事概念後，於7月開始為同時執導《復仇者聯盟5》和《秘密戰爭》與漫威影業進行早期商談。同月底，漫威影業在2024年聖地亞哥國際漫畫展上確認羅素兄弟回歸，並宣布《復仇者聯盟5》正式更名為《復仇者聯盟：末日之戰》（Avengers: Doomsday），道尼將於兩片出演反派末日博士。羅素兄弟旗下的製作公司AGBO將會共同製作《末日之戰》和《秘密戰爭》，麥費利接替沃爾德倫擔任兩片的編劇。
2024年10月，羅素兄弟表示，《末日之戰》和《秘密戰爭》將以類似《無限之戰》和《終局之戰》的方式一同製作，但並非採用背靠背形式連續拍攝。《末日之戰》的主要攝影於2025年4月28日在松林製片廠開始進行，工作標題為「蘋果派1」（Apple Pie 1）。拍攝預計持續進行6個月以上。3月26日，漫威影業正式公布本片26名演員陣容，其中有不少演員回歸飾演由二十世紀福斯製作和發行的《X戰警系列電影》（10005號宇宙）的相應角色。道尼、漫威影業和費吉暗示將會陸續公開更多演員陣容。費吉表示，《末日之戰》的故事將聚焦於復仇者聯盟、瓦干達人、驚奇4超人、新復仇者聯盟和「初代」X戰警聯手對抗末日博士。

## 宣傳
2025年3月底，漫威影業正式宣布電影已展開製作，並進行了長達近5個半小時的直播，以一張印有克里斯·漢斯沃名字的導演椅作為開場，隨後每隔約15分鐘公開另一位演員的導演椅，合共公開26名主演名單，最後以小勞勃·道尼驚喜現身作為完結。該直播在全平台吸引了2.75億觀看次數，社群討論量高達310萬次，超越《死侍與金鋼狼》首支預告片的社群討論量5倍以上，成為漫威史上觀看量最高的直播活動紀錄。

## 發行
《復仇者聯盟：末日之戰》定於2026年12月18日於美國上映。電影最初定於2025年5月2日上映。2023年6月，受2023年美國編劇協會大罷工影響，上映日期延期至2026年5月1日。電影屬於漫威電影宇宙第六階段。

## 續集
續集《復仇者聯盟：秘密戰爭》預定於2027年12月17日於美國上映。由羅素兄弟回歸執導，麥費利回歸編劇。電影屬於漫威電影宇宙第六階段，以及為「多元宇宙傳奇」畫上句號。

## 備註
1. ↑  依照電影宇宙上映次序。

## 外部連結
- 官方网站
- 互联网电影数据库（IMDb）上《復仇者聯盟：末日之戰》的资料（英文）
- AllMovie上《復仇者聯盟：末日之戰》的资料（英文）
- Box Office Mojo上《復仇者聯盟：末日之戰》的资料（英文）
- Metacritic上《復仇者聯盟：末日之戰》的資料（英文）
- 爛番茄上《復仇者聯盟：末日之戰》的資料（英文）
- 開眼電影網上《復仇者聯盟：末日之戰》的資料（繁體中文）
- 豆瓣电影上《復仇者聯盟：末日之戰》的資料 （简体中文）
- 时光网上《復仇者聯盟：末日之戰》的資料（简体中文）